# Балаклава (Ямайка)
Балаклава (англ. Balaclava) — містечко в окрузі Сент-Елізабет Ямайки. Там розташована Англіканська церква святого Луки, де поховано поховано багато жертв зіткнення Кендальського потягу в 1957 році. Церква є історичним надбанням та музеєм.
Містечко утворилося наприкінці XIX століття навколо плантацій сімей Арскотт і Шерман. Могили цих сімей можна знайти на кладовищі Англіканської церкви св. Луки. Один з плантаторських будинків все ще існує, і звідти видно поля цукрової тростини, з якої виробляють ром Appleton Estate. Цікаво, що будинок розташований у передгір'ї карстового ландшафту.
Село Марлборо-Хілл, що поблизу Балаклави, пропонує спокій та чудові мальовничі прогулянки. У барі Armstrong можна розслабитися, спробувати місцеві розваги та щодня поговорити з ямайцями.

## Транспорт
Через містечко проходить дорога B6 (Монтпелієр — Шутерс-Гілл). 
Раніше в ньому була станція залізниці Кінгстон — Монтего-Бай, заснована 1892 року та зачинена 1992 року, коли раптово зупинився пасажирський рух.
30 липня 1938 на цій станції зійшов з рейок потяг, 32 людей загинули та 70 осіб дістало травм.